# Магнохром
Магнохром је привредно друштво са седиштем у Краљеву. Предузеће је са производњом почело 1952. године. Имало је веома широк спектар делатности, широј јавности Србије је познато по производњи термо пећи и бојлера. Магнохром је био познат у светским размерама по производњи ватросталних материјала: синтермагнезита, ватросталних маса и ватросталних опека. За потребе производње руде опслуживало га је неколико рудника: у Баљевцу, на Златибору, а до 1999. и рудник Голеш на Косову и Метохији.
До 2005. године био је друштвена фирма, када га купују браћа Митал из Индије. Због неизмирених уговорних обавеза Републичка агенција 17. децембра 2007. године раскида уговор о купопродаји. Финска компанија Афарак је 2018. године из стечаја купила Магнохром као правно лице. Компанија је наставила да се бави производњом ватросталних материјала.

## Изградња Магнохрома
Пре Другог светског рата ватростална индустрија је у Југославији тек започињала свој развој. Иако је у земљи постојало више рудиника магнезита, његова експлоатација је била недовољно развијена, па је Југославија углавном увозила готово производе - синтермагнезит и опеке. Након Другог светског рата, Закон о Првом петогодишњем плану је предвидео повећање производње челика, бакра, олова и цинка, за шта је неопходан предуслов било повећање производње ватросталног материјала. Главна дирекција савезне индустирје ватросталног материјала Министарства тешке индустрије ФНРЈ формирана је 8. марта 1947. године. Као могуће локације нове фабрике помињани су Загреб, Чачак, Крагујевац, Трстеник и Рашка. На крају је Краљево одабрано као најповољнија локација за нову фабрику, јер је то центар ка коме гравитирају све групе југословенског магнезитног масива.
Изградња фабрике је отпочела у пролеће 1947. године. Све пројекте за изградљу фабрике израдио је Пројектантски завод НР Србије, а главни пројектанти су били Веселин Глигић и Димитрије Трифунац. Магнохром су градила грађевинска предузећа Расина из Крушевца и Каблар из Краљева (који је преузео радове од Расине), као и око 800 омладинаца из свих крајева Србије који су учествовали у радној акцији. Магнохром су током 1950. и 1951. године градиле и бригаде Народног фронта из Краљева и околних села, биргаде које је организовао Синдикат радника краљевачких предузећа, краљевачки средњошколци и припадници Ваздухопловне школе ЈНА. Решење о оснивању државног привредног предузећа Фабрике магнезитних и хром-магнезитних опека у Краљеву Влада ФНРЈ је донела 8. јула 1948. године. Први агрегати за производњу синтермагнезита пуштени су у пробни рад 2. новембра 1952. године, док су остали погони у то време још увек били у фази изградње. Као Дан индустрије Магнохром одабран је 27. новембар, дан када су те 1952. године произведене прве количине синтермагнезита. Први потрошач Магнохромових производа је постала железара у Смедереву. Своје потребе за сировинама Магнохром је намиривао захваљујући сопственој сировинској бази, највише из рудника Бела стена, који је ушао у састав предузећа 1959. године. При предузећу је постојала Рударско геолошка служба, која је била у сталном контакту са рудницима. Магнохром се снабдевао сировинама и из рудника Шумадија, Магнезит, Богутовац, Стрезовице, Голеш, Трнава.
Подизање фабрике је отежавало то што је највећи део опреме требало да буде испоручен из социјалистичких земаља, што је након сукоба са Информбиором постало немогуће. У току 1951. године подигнуте су две ротационе пећи набављене из Данске, а надзор над њиховом изградњом вршили су дански инжењери. Монтажа млинова је рађена у спопственој режији, уз надзор стручњака из Западне Немачке. Пресе су монтиране у септембру 1952. године, а прорадиле су крајем марта 1953. Коморне прећи су зидане током 1950. године, а годину дана касније је изграђена хала тунелских пећи, које су купљене у Западној Немачкој. Пећ је пуштена у рад 7. јула 1956. године. Велику помоћ у изградњи фабрике пружио је и Аустријанац Албин Васерер, који је имао велико искуство у раду са ватросталним материјалима. Магнохром је такође почетком педесетих накратко производио и силика опеке, али је одређено да њих производи Силика, фирма из Гостивара у Македонији, па је инсталација за њихову производњу у Магнохрому демонтирана.

## Изградња Фабрике електротермичких призвода у оквиру Магнохрома
Године 1960. Институт за ватросталне материјале Магнохром је почео да разивја језгро на бази магнезита за ТА пећи. Магнохромов главни циљ шездесетих је био да развије производњу магнезитних опека за термо-акумулационо језгро за више произвођача ТА пећи у Европи. Фабрици је на руку ишло то што је шездесетих и седамдесетих година знатно порасла тражња ТА пећи и у Европи и у Југославији. У сарадњи са немачком фирмом AEG почетком седамдесетих година почиње изградња фабрике за ТА пећи у Магнохрому. Немачка фирма се обавезала да ће преузимати 50% производа произведених у једној смени, као и да ће са Магнохромом размењивати иновације до којих буде дошла. Фабрика електротермичких производа пуштена је у рад 27. новембра 1972. године, на дан када је обележавно 20 година рада Магнохрома. Захваљујући даљим иновацијама у произовдњи, Магнохром је током седамдесетих година извозио чак 70% својих производа, а преосталих 30% је било пласирано на домаћем тржишту.

## Успон Магнохрома
Купци на иностраном тржишту су у почетку били неповерљиви према Магнохромовим производима, па је 1953. године фабрика извезла свега 20 тона опека. Са друге стране, није било лако пронаћи ни купце на домаћем тржишту. Ово се променило након што су прво железара у Смедереву, а потом и други домаћи купци, почели да откупљују Магнохромове производе. Куповина Магнохромове опеке 1954. године у Цементари Партизани у Каштел Сућурцу, чија је ротациона пећ издржавала 12 месеци рада, била је одлична препорука за Магнохромове производе. Исте године Магнохром је откупио патент Алојза Дерлинга за конструкцију висећег свода Сименс-Мартинове пећи, што је у пракси представљало препоруку свим југословенским железарама да уместо увоза почну да користе Магнохромове опеке. Године 1956. производња синтермагнезита је дуплирана у односу на 1953. годину, а производња и синтермагнезита и опеке је наставила са знатним растом и у наредном периоду.
Захваљујући оваквом успону производње, било је довољно средстава која су улагана у даље проширивање производних капацитета. Тако је Магнохром за само 7 година дуплирао своје производне капацитете. Крајем шездесетих и почетком седамдесетих година Магнохром је био на 72. месту на листи 100 највећих југословенских предузећа. Фабрика је имала своју пословницу за извоз-увоз у самом центру Београда, у Кнез Михаиловој улици. Укупан приход Магнохрома је порастао са 14 милијарди старих динара у 1961. години на 30 милијарди старих динара 1968. године. Махгнохромове производе су куповале фирме из САД, Канаде, Западне Немачке, Италије, Белгије, Шведске, Француске, Холандије, Данске, Јапана, Румуније, Пољске, Мађарске, Бугарске и других земаља из целог света. Магнохром је постао четврти произвођач ватросталног материјала у Европи. Магнохром је у периоду од 1966. до 1970. године укупно инвестирао 169 милиона динара, што је чинило чак 37,6% инвестиција СР Србије и 15,9% инвестиција СФРЈ у основна и обртна средства у истом периоду. Поводом 25 година рада, Магнохром је 1977. године одликован Указом Јосипа Борза Тита Орденом рада са црвеном заставом, који се додељује за нарочите заслуге у привреди и рад од посебног значаја за напредак земље.

## Институт за ватросталне материјале
Институт за ватросталне материјале се развио из фабричке лабораторије, у којој је на самом почетку пословања фабрике радило свега неколико људи. Лабораторија је почела са радом августа 1952. године. Излазак Магнохрома на инострано тржиште поставио је пред предузеће потребу за производњом квалитетније робе, што је допринело новим улагањима у фабричку лабораторију. Институт за ватросталне материјале је био основан 1960. године. Институт је смештен у кругу индустрије Магнохром и био је подељен у 4 организационе целине: Завод за технолошка истраживања, Завод за процесну технику, Завод за документацију и техничку информатику, Завод за испитивање материјала. Захваљујући раду Института Магнохром је побољшавао постојећу производњу, али је уводио и нове технологије. Магнохром има 7 патената са правом првенства који су важили у Југославији. Имао је и 21 жиг који је важио у земљи до 2006. године, као и још 8 жигова који су били заштићени у иностранству преко Међународне организације за заштиту интелектуалне својине, чија је важност била до 2008. године.

## Радници
У почетку рада Магнохрома већина радника је била полуквалификована или су били обични радници. Квалификовани радници су чинли око трећину укупног броја. Како је ова приозводња била релативно нова у Југославији, Магнохром је своје раднике слао на обуке у друга предузећа. Структура радника се временом мењала, па су квалификовани и висококвалификовани радници почели да чине већину запослених. Био је формиран и Центар за стручно образовање радника, који је нудио даље обуке за рад кроз организовање курсева и семинара. Магнохром је за потребе својих радника организовао уметничке представе и богату спортску активност. Предузеће је имало и мензу. Поред организованих излета, Магнохром је подигао и сопствено излетиште Борјак недалеко од Краљева, где су радници могли да проводе одмор у камп кућицама. Са друге стране, радници су формирали и своја удружења: синдикат, организацију Савеза комуниста, организацију омладине Магнохрома, Клуб учесника НОР-а, Актив жена, Друштво инжењера и техничара, Црвени крст Магнохром, Друштво добровољних давалаца крви, Актив инвалида рада, Феријални савез, Извиђачки одред и Клуб пензионера. Магнохорм је имао и Културно-спортско друштво Магнохром (које је обухватало културно-уметничко дурштво, фудбалски клуб, куглашки клуб, шах клуб, тениски клуб, стрељачку дружину, одбојкашки клуб и кошаркашку и стоно-тениску секцију) и Ликовну колонију Магнохром. Предузеће је за своје раднике купило преко 1100 станова.
Радници Магнохрома су основали први Раднички савет 28. августа 1950. године. Тако је у Магнохрому започео период радничког самоуправљања, који је трајао до 1997. године и доношења новог статута. За свој рад одликовано је 146 радника Магнохрома: 76 њих је добило Орден рада са сребрним венцем, 36 Медаљу рада, 9 Орден рада са златним венцем, 8 Орден заслуга за народ са сребрном звездом, 8 Орден рада трећег реда, 5 Медаљу заслуга за народ, 2 Орден рада друог реда и један радник Медаљу за војничке врлине и Орден за војничке заслуге са сребрним мачевима.

## Проблеми у пословању и приватизација
Распад СФРЈ праћен ратовима, санкцијама и НАТО бомбардовањем 1999. године, створио је велике потешкоће у пословању Магнохрома. Магнохром се суочио са губитком тржишта, падом производње и продаје, недостатком капитала, престанком улагања у даље иновације, немогућношћу исплате зарада. Први проблеми у пословању су кренули крајем осамдесетих година, када је Југославију захватила рецесија, а током деведесетих се стање у фабрици додатно погоршало. Године 1989. произведено је око 150.000 тона ватросталног материјала, а 1993. године та количина је смањена 5 пута и износила је свега 30.000 тона. До средине деведесетих пад у количини произведеног ватросталног материјала је износио чак 80%. Фабрика електротермичких производа је забележила пад у производњи од 50% у периоду од 1990. до 1995. године. Након сукоба на Косову и НАТО бомбардовања Магнохром није више могао да рачуна на сировине које су пристизале из рудника са ове територије.
Почетком новог миленијума Магнохром је забележио извесни опоравак у производњи, али је он и даље био испод планираног. Године 2001. урађен је Програм пословно-финансијске консолидације предузећа, који је обухватао и стратегију развоја Магнохрома у наредних 5 година. На основу овога је започео процес приватизације под патронатом Владе Србије. Магнохром је био једно од 9 предузећа чије је реструктуирање требало извести по правилима и критеријумима Светске банке. Магнохром је био продат индијској комапнији Глобал стил породице Митал, али та приватизација је била неуспела, па је фабрика отишла у стечај 2016. године. Године 2018. део Магнохрома је откупила финска компанија Афарак. Фабрику електротермичких производа је откупила београдска компанија Нелт, а Фабрику смолом и тером везаних опека и маса београдско предузеће Малбекс.